# Serifo
Serifo o Serfanto  (in greco Σέριφος?, Serifos) è un'isola del Mar Egeo, ampia circa 75 km², situata nell'arcipelago delle Cicladi, circa 170 km a sud-est del Pireo. Dal punto di vista amministrativo costituisce un comune nella periferia dell'Egeo Meridionale (unità periferica di Milo).
Si colloca tra le isole di Citno e di Sifno. Sull'isola si trovano giacimenti di ferro. Agricoltura, pastorizia e pesca completano il quadro dell'economia locale.

## Amministrazione
La popolazione era di 1 414 abitanti al censimento 2001.

### Località
I centri abitati dell'isola sono i seguenti:
- Galani
- Kallitsos
- Koutalas
- Livadi Serifou
- Mega Chorio
- Mega Livadi
- Panagia
- Sykamia
- Serifos